# Ford EcoSport

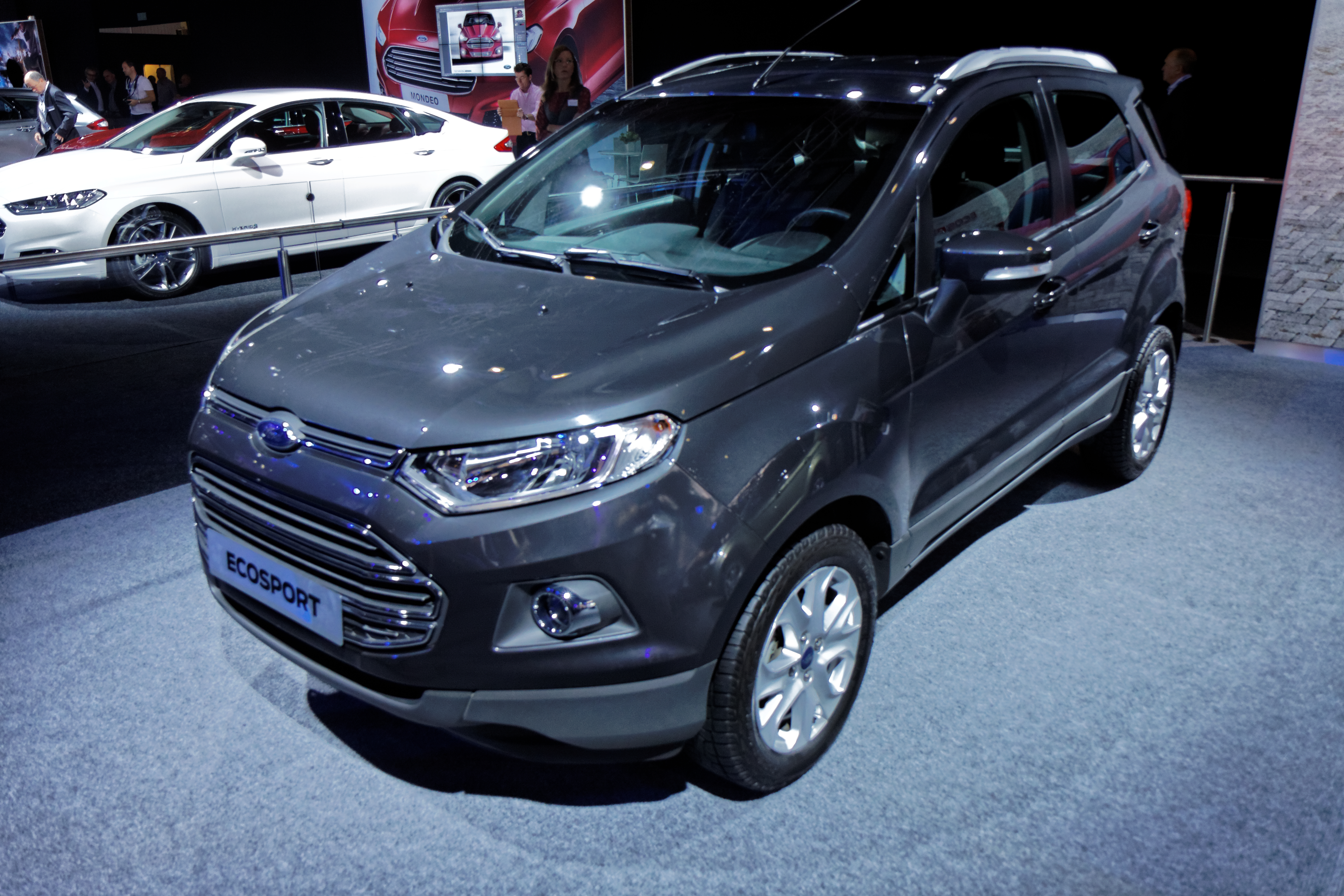
Ford EcoSport.

El Ford EcoSport és un micro vehicle tot camí, originalment construït al Brasil per Ford Brazil des de 2003, a la planta de Camaçari. Una segona generació del concepte va ser llançada el 2012 i està destinat a ser muntat també en una nova fàbrica a Chennai, Índia.